# Bez skazy (film)
Bez skazy lub Moja siostra Rusty (tytuł oryg. Flawless) – amerykański film fabularny z 1999 roku, napisany i wyreżyserowany przez Joela Schumachera.
Film opowiada o nietypowej relacji byłego policjanta (w tej roli Robert De Niro) i jego sąsiada transwestyty (Philip Seymour Hoffman). Laureat prestiżowych wyróżnień, w tym nominacji do nagród Satelity i GLAAD Media.